# Pieter Boel

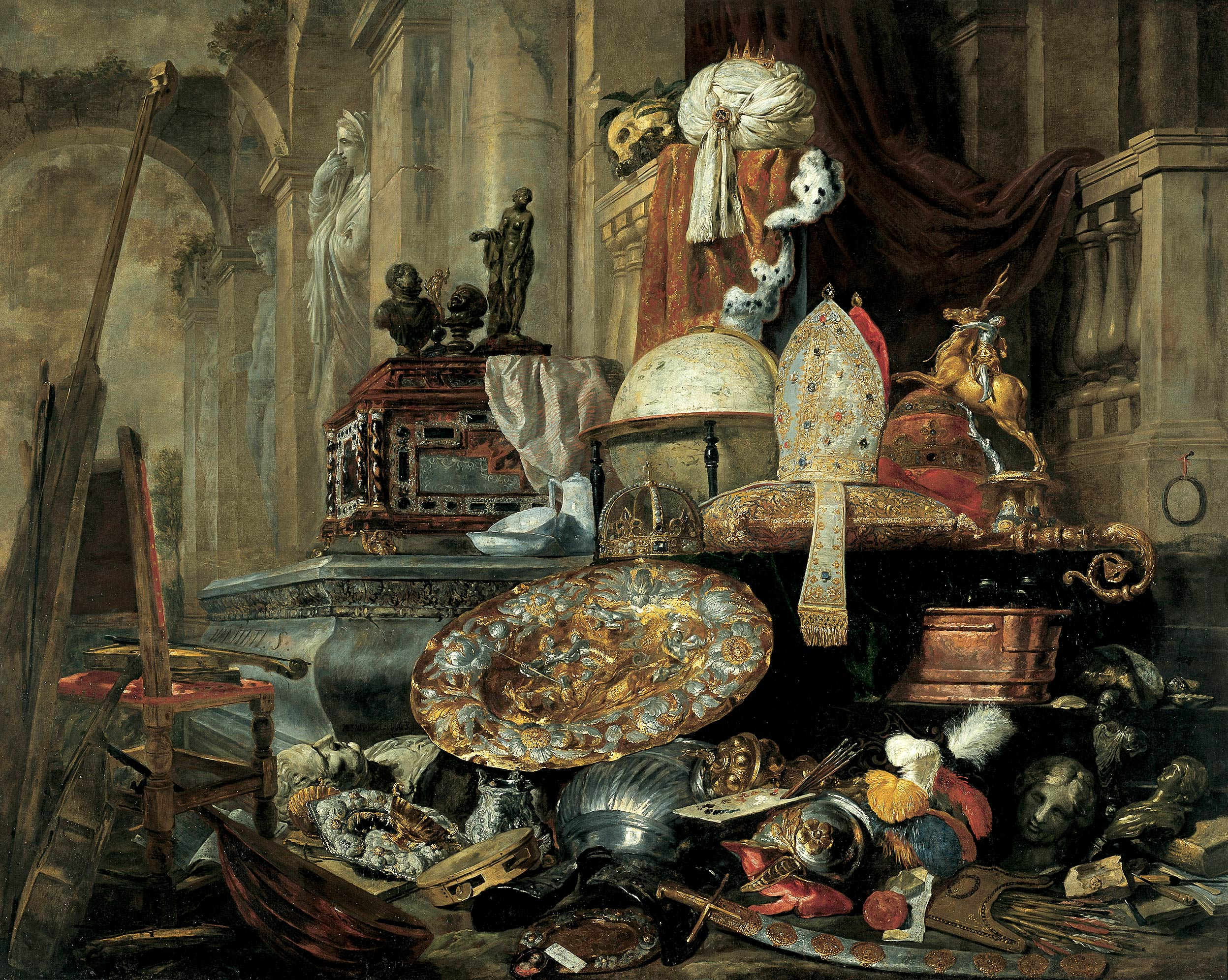
Wanitywna alegoria świata, 1663

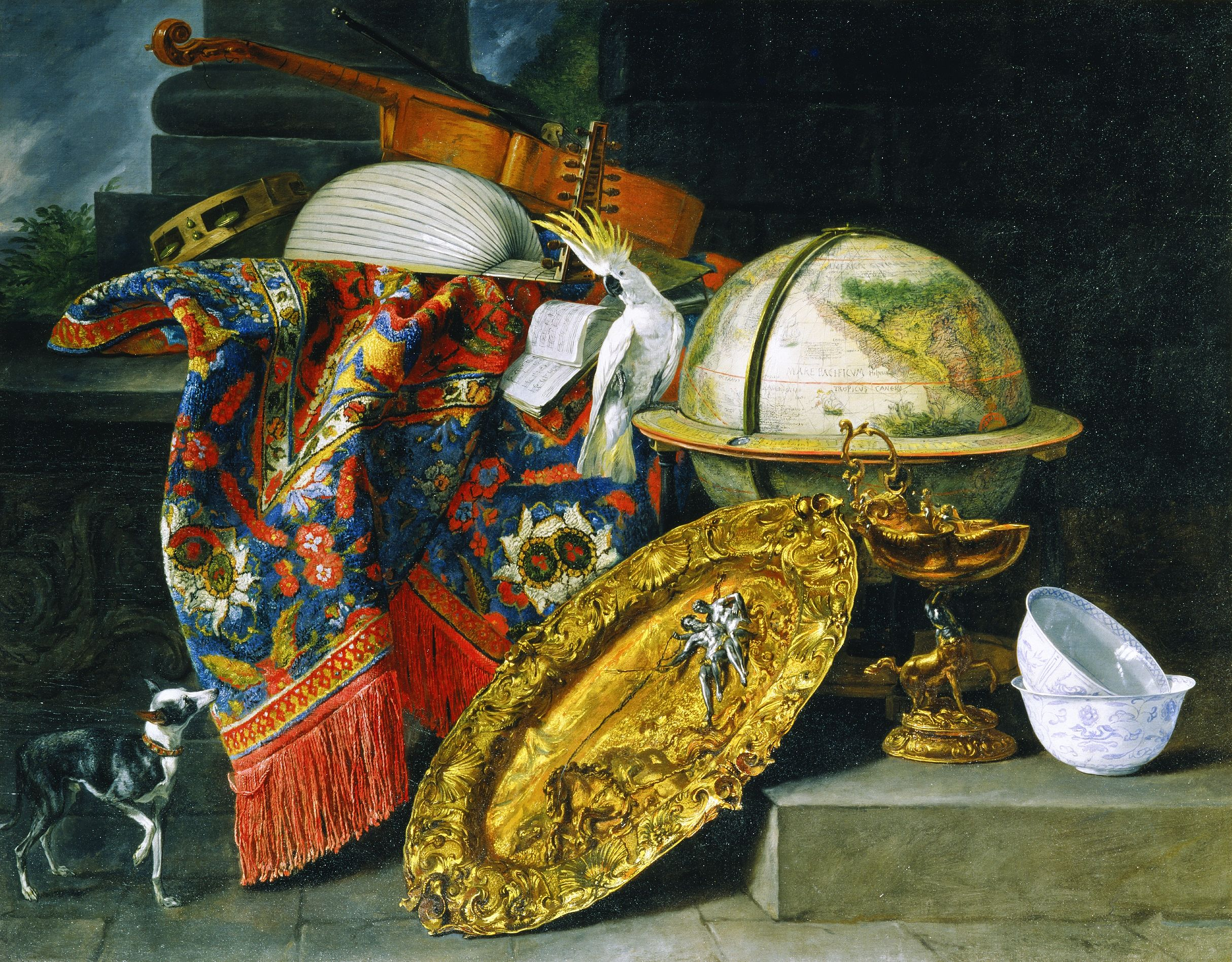
Martwa natura z globusem i papugą kakadu, 1658

Pieter Boel (ochrzczony 22 października 1622 w Antwerpii, zm. 3 września 1674 w Paryżu) – flamandzki malarz, rysownik i rytownik.
Urodził się w rodzinie o tradycjach artystycznych, jego ojciec Jan Boel (1592–1640) był grawerem i pośrednikiem w handlu sztuką, wuj Quirin Boel I grawerem, a brat Quirin Boel II (1620–40) – ilustratorem. Nauczycielem artysty był najprawdopodobniej Jan Fyt, ale mógł też wcześniej zetknąć się z Fransem Snydersem. Pod koniec lat 40. XVII wieku podróżował po Włoszech, odwiedzając Rzym i Genuę. Ok. 1650 osiedlił się w Antwerpii, gdzie był mistrzem gildii św. Łukasza. W 1668 przeniósł się na stałe do Paryża i pracował obok innych malarzy flamandzkich pod kierunkiem Charles’a Le Bruna (1619–1690) w Królewskiej Manufakturze Gobelinów (fr. Manufacture des Gobelins). Zmarł w Paryżu w 1674. Jego uczniem był David de Coninck.
Pieter Boel malował głównie martwe natury przedstawiające cenne przedmioty, na ogół wzbogacone przedstawieniami ptaków i zwierząt. Sporadycznie współpracował z innymi malarzami, uzupełniając ich obrazy o wizerunki zwierząt; w czasie pobytu w Paryżu projektował tapiserie.